# Троїцька вежа
55°45′08″ пн. ш. 37°36′53″ сх. д. / 55.752236° пн. ш. 37.614602° сх. д.
Троїцька вежа (раніше — Богоявленська, Ризоположенська, Знаменська, Куретна рос. Тро́ицкая ба́шня, Богоявле́нская, Ризополо́женская, Зна́менская, Куре́тная) — центральна проїзна вежа північно-західного мура Московського Кремля, виходить до Олександрівського саду. Побудована в період з 1495 по 1499 рік за проектом італійського архітектора Алевіза Фрязіна Старого. Входила в єдину ланку оборони з Кутаф'єю вежею і Троїцьким мостом. У середні віки служила як «сімейний царський і патріарший виїзд». Найвища з кремлівських веж.
До кінця XVII століття вежа мала чотиригранну форму і плоску покрівлю. В 1685 році на нижній масив було надбудовано шатровий верх і додано білокам'яний декор. В 1585—1812 роках на вежі знаходилися годинники-куранти. У період з 1868 по 1870 роках будівлю повністю розібрали і перебудували заново, всередині розмістили архів московського відділу Імператорського двору.
У XXI столітті Троїцька була єдиною населеною та опалюваною з усіх Кремлівських веж: в ній знаходяться репетиційна база, студія звукозапису та офісні приміщення Президентського оркестру Росії. До реставрації в 2015 році в ній також розміщувався пульт управління електричними мережами Кремля. Кутаф'я вежа і Троїцька брама також використовуються для входу туристів і екскурсантів.